# 24280 Рохендерсон
24280 Рохендерсон (24280 Rohenderson) — астероїд головного поясу, відкритий 10 грудня 1999 року.
Тіссеранів параметр щодо Юпітера — 3,539.